# آورباخ اين در اوبرفالتس
آورباخ اين در اوبرفالتس (بالألمانية: Auerbach in der Oberpfalz) هي بلدة ألمانية تقع في ألمانيا في بافاريا. يقدر عدد سكانها بـ 9,076 نسمة .

## المدن التوأمة
مدينة Laneuveville-devant-Nancy هي مدينة توأمة لـآورباخ اين در اوبرفالتس.